# Sebastià Sorribas i Roig
Sebastià Sorribas i Roig   (el Raval, 19 de novembre de 1928 - Barcelona, 6 de desembre de 2007) fou un escriptor català especialitzat en la literatura infantil i juvenil.
Es llicencià en Història. Esdevingué famós pel seu personatge Pitus, ambientat, com d'altres dels seus llibres, al barri del Raval de Barcelona on va néixer. Va passar part de la seva infantesa a Sallent, vila que inspira el Collpelat d'alguns arguments infantils. La seva obra ha estat traduïda a nombrosos idiomes. Destaca també la seva vessant de divulgació de personatges i episodis del passat de Catalunya a través de la col·lecció de llibres il·lustrats Visions d'història de Catalunya. Era membre de l'Associació d'Escriptors en Llengua Catalana i del PEN català. El 2006 va rebre la Creu de Sant Jordi. Va morir el 7 de desembre de 2007 a la seva ciutat natal a l'edat de setanta-nou anys.

## Obres

### Juvenils
- En Roman i la Guerra (2006)
- Prop del llac (2007)

### Infantils
- El zoo d'en Pitus (1966) (Premi Josep M. Folch i Torres 1965)
- Festival al barri d'en Pitus (1969)
- Viatge al país dels lacets (1969)
- Els astronautes del "Mussol" (1972)
- La cinquena gràcia de Collpelat (1983) (Premi Crítica Serra d'Or de Literatura Infantil i Juvenil 1984)
- En Peret de Barcelona i la Mercè de Collpelat (1985)
- La vall del paradís (1986)
- La Marina a Vilafruns (1987)
- En Luka i el dinosaure (2004)
- Què serà la Maria quan sigui gran? (2005)
- En Luka i la Maria al País Vermell (2006)

### Divulgatius
- Bon matí. Català a l'escola (1968) en col·laboració amb Joan Ruiz i Calonja

#### de la sèrie 'Visions d'història de Catalunya' (Barcanova)
- Els almogàvers (1989)
- El Corpus de sang (1989)
- Francesc Macià i la Generalitat republicana (1989)
- La Conquesta de Mallorca (1989)
- En temps de Guifré el Pelós (1989)
- En temps de Ramon Berenguer IV (1989)
- L'Onze de setembre (1989)
- La Renaixença (1989)
- Els bandolers als segles xvi i xvii (1990)
- Els Remences (1990)
- Fer les Amèriques al segle XVIII (1990)

(Premi Crítica Serra d'Or de Literatura Infantil i Juvenil, 1991) per la col·lecció 'Visions d'història de Catalunya')

#### de la Serie 'Biblioteca de la Classe' (Graó)
- El Segle XVIII a Catalunya Pere Soldevilla (1991)
- El Naixement d'un poble Joan el Roig (1995)

### Novel·la per adults
- Amb X de Xino (2007)
- Barri Xino: una crònica de postguerra (2008)